# 가브리엘 라메

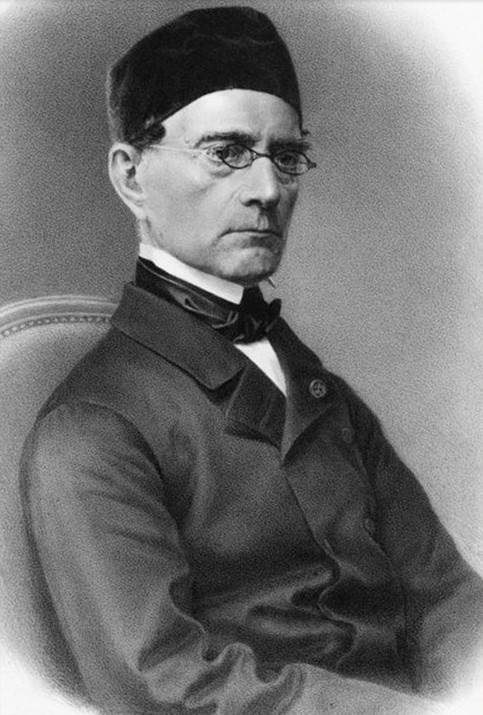

가브리엘 라메(Gabriel Lamé, 1795년 7월 22일 - 1870년 5월 1일)은 프랑스의 수학자다.

## 생애
라메는 1795년 오늘날 앵드르에루아르주에 속하는 투르에서 태어났다. 그는 곡선좌표(Curvilinear coordinates)에 대해 연구하고 오늘날 라메 곡선이라고 알려진 타원과 비슷한 곡선을 연구했다.
{\displaystyle \left|\,{x \over a}\,\right|^{n}+\left|\,{y \over b}\,\right|^{n}=1}
유클리드 호제법에 대해 연구하여 두 수가 인접한 피보나치 수가 가장 오랜 시간이 걸리는 경우라는 사실을 밝혔고, 유클리드 호제법은 십진법 자리수의 5배 이하의 단계가 걸린다는 사실을 밝혔다. 페르마의 마지막 정리에서 n이 7인 경우에 대하여 처음 증명했다.
1854년 스웨덴 왕립 과학원의 외국인 회원이 되었다.
물리학에서 탄성체를 연구하여 탄성을 나타내는 라메의 상수를 만들기도 했다.

## 같이 보기
- 유클리드 호제법
- 율리우스 플뤼커
- 헬름홀츠 방정식